# NRP Golfinho (1917)
Pour les autres navires du même nom, voir NRP Golfinho.
Le NRP Golfinho (« dauphin » en portugais) est un sous-marin de classe Foca, lancé par la marine portugaise en 1917.

## Engagements
Le navire a été commandé à La Spezia, où la quille a été posée en 1915. Le navire a été lancé en 1917. Le navire a été retiré de la liste de la flotte en 1934.